# Processus frontalis maxillae

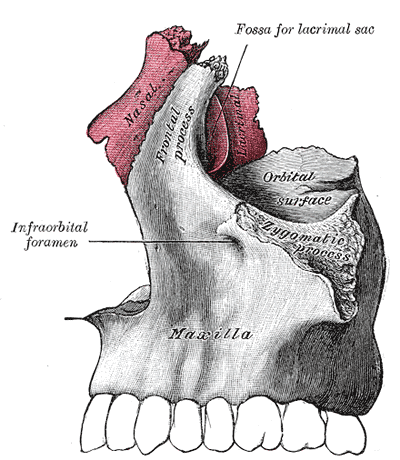
Der Stirnbeinfortsatz (hier: Frontal process) bei seinem Übergang zum rot markierten Nasenbein

Der Processus frontalis maxillae oder deutsch Stirnfortsatz des Oberkiefers ist ein Knochenvorsprung (lat. Processus) am oberen Ende des Oberkiefers. Er liegt neben der Nase, verbindet sich mit dem Nasenbein (Os nasale), nach hinten mit dem Tränenbein und nach oben mit dem Scheitelbein (genauer: mit der Pars nasalis des Scheitelbeins). Er ist sowohl nach oben, zur Seite und nach hinten gerichtet.
Der seitliche (laterale) Teil des Stirnbeinfortsatzes ist glatt, geht in die Vorderfläche (Fascies anterior) des Oberkiefers über und dient dem Musculus levator labii superioris, dem Musculus orbicularis oculi und dem Ligamentum palpebrale mediale als Ansatzstelle.
Der mediale (zur Körpermitte weisende) Teil, trägt zur Bildung der seitlichen Nasenwand bei, artikuliert damit einhergehend oben mit dem Siebbein (Os ethmoidale) und verschließt die vorderen Siebbeinzellen.
Der obere (kraniale) Teil des Stirnbeinfortsatzes artikuliert mit dem Stirnbein, der vordere (anteriore) Rand mit dem Nasenbein.
Der dicke Hinterrand des Stirnbeinfortsatzes ist mit einer Einkerbung versehen, die in den  Sulcus lacrimalis maxillae der Nasenfläche (Facies nasalis) des Oberkiefers übergeht.